# Formica obvoluta
Formica obvoluta är en myrart som beskrevs av Oswald Heer 1850. Formica obvoluta ingår i släktet Formica och familjen myror. Inga underarter finns listade i Catalogue of Life.